# Uwe Fuchs
Uwe Fuchs (* 23. Juli 1966 in Kaiserslautern) ist ein ehemaliger deutscher Fußballspieler und -trainer und derzeitiger Spielerberater.

## Sportliche Laufbahn

### Vereinskarriere
Uwe Fuchs, der aus einer Fußballer-Familie stammt – sein Vater Fritz Fuchs und sein Onkel Werner Fuchs waren selber als Spieler und Trainer aktiv – erwies sich während seiner Spielerkarriere als Wandervogel, wobei seine Laufbahn auch von vielen Verletzungen begleitet wurde. Dennoch verbrachte er die meisten Jahre in der 1. Bundesliga. Fuchs spielte in seiner Jugendzeit bei mehreren pfälzischen Vereinen, darunter für den 1. FC Kaiserslautern, aber auch beim FSV Salmrohr in der Eifel, wo sein Vater als Trainer tätig war, und für den VfB Stuttgart.
Seine Profikarriere begann beim FC Homburg. Nach seinem ersten Zweitligaeinsatz als 18-Jähriger am 15. September 1984 wurde er fortan häufig berücksichtigt, teilweise als Einwechselspieler. Als Abwehrspieler erzielte er sein erstes und einziges Tor in der Saison am 28. April 1985. Mit den aus der Oberliga aufgestiegenen Homburgen erreichte er am Ende der Saison knapp den Klassenerhalt. Zur Saison 1985/86 übernahm sein Vater das Traineramt beim FCH, der die Mannschaft, die im Stamm ohne Neuzugänge ausgekommen war, zur Zweitligameisterschaft und damit zum Aufstieg in die Bundesliga führte. Uwe Fuchs wurde in dieser Zeit zum Stürmer umgeschult und erzielte in dieser Saison acht Tore. 1986/87 gab er im Trikot der erstmals in der Bundesliga spielenden Homburger als Einwechselspieler am ersten Spieltag sein Bundesligadebüt. Nachdem Fritz Fuchs bereits nach dem dritten Spieltag aufgrund von Differenzen mit dem Vorstand über die sportliche Ausrichtung als Trainer beurlaubt wurde, verließ auch Uwe Fuchs den Verein. Er wurde an den Zweitligisten Stuttgarter Kickers verliehen. Sein Verein drang 1986/87 bis ins DFB-Pokalfinale vor, Fuchs blieb aber in diesem Wettbewerb ohne Einsatz. Zur Saison 1987/88 wechselte er zum Ligakonkurrenten Fortuna Köln, bei dem er zum Torjäger wurde. Nachdem er schon in seiner ersten Saison in Köln bester interner Torschütze wurde (14 Tore), war er 1988/89 zweitbester Torschütze der 2. Bundesliga mit 22 Treffern. In dieser Saison verpasste Fortuna Köln knapp den 3. Tabellenplatz, der zum Relegationsspiel gegen den 16. der Bundesliga berechtigt hätte.
Fuchs wechselte zu Fortuna Düsseldorf, die den Aufstieg in die Bundesliga als Meister der zweiten Liga erreicht hatten. Er war dort Stammspieler, erzielte seine ersten sieben Bundesligatore und erreichte mit Düsseldorf nach einer Saison im Abstiegskampf den Klassenerhalt. Nach einem Jahr in Düsseldorf schloss er sich 1990 dem 1. FC Köln an. In seiner ersten Saison erreichte Fuchs’ Verein wie schon in Stuttgart das DFB-Pokalfinale, ohne, dass er im Wettbewerb zum Einsatz kam. Es dauerte bis zur Kölner Bundesligapartie am 7. März 1992, ehe er zu seinem ersten Pflichtspieleinsatz kam. Regelmäßige Einsatzzeiten hatte er erst in der Endphase der Saison 1992/93, in der er aber unter anderem durch vier Tore am Klassenerhalt der lange abstiegsbedrohten Kölner beteiligt war. Mit seinem Wechsel zum 1. FC Kaiserslautern im Sommer 1993 erfüllte sich Fuchs den Wunsch, für den Verein seiner Geburtsstadt in der Bundesliga zu spielen. Dort war er anfangs gesetzt, konnte aber nicht auf Dauer seinen Stammplatz im Sturm des FCK behaupten. Er erzielte drei Tore und wurde mit Kaiserslautern unter Trainer Friedel Rausch Vizemeister hinter dem FC Bayern München.
1994 ging er zurück zum SC Fortuna Köln. Zur Rückrunde der Saison 1994/95 verlieh ihn der Zweitligist zum englischen FC Middlesbrough, den er zum Aufstieg in die Premier League schoss. Er wurde damit zum Liebling der „Boro“-Fans und erreichte einen gewissen Kultstatus. Von den Fans wurde er trotz seines nur halbjährigen Aufenthalts in Middlesbrough unter anderem zum Spieler des Jahrzehnts der 1990er-Jahre gewählt. Nachdem ihm Trainer Bryan Robson aufgrund geplanter Spielereinkäufe für die folgende Premier-League-Saison keine Chance auf einen Stammplatz einräumte, ging Fuchs zum FC Millwall – mit dem er den Abstieg aus der zweitklassigen Football League First Division hinnehmen musste – und 1996 zurück nach Deutschland, wo er sich Arminia Bielefeld anschloss. Bei seiner letzten Bundesligastation in Bielefeld gelangen Uwe Fuchs über zwei Jahre hinweg nur 25 Einsätze und vier Tore. Allerdings erzielte er zwei davon am 2. Mai 1998 gegen seinen ehemaligen Club 1. FC Köln. Fuchs, der für die als Absteiger feststehende Arminia erst zur zweiten Halbzeit für Stefan Kuntz gekommen war, drehte dadurch ein 0:1 in ein 2:1 und schoss Köln damit de facto in die 2. Bundesliga.

### Auswahleinsätze
In einer Partie wurde Fuchs in der deutschen U-21-Nationalelf eingesetzt. Im Frühjahr 1986 kam er gegen die A-Nationalmannschaft Südkoreas beim torlosen Remis in Koblenz zum Einsatz.

### Statistik
- 1. Bundesliga
2 Spiele FC Homburg
25 Spiele; 7 Tore Fortuna Düsseldorf
19 Spiele; 4 Tore 1. FC Köln
19 Spiele; 3 Tore 1. FC Kaiserslautern
25 Spiele; 4 Tore Arminia Bielefeld

- 2. Bundesliga
58 Spiele;  9 Tore FC Homburg
10 Spiele;  2 Tore Stuttgarter Kickers
83 Spiele; 39 Tore Fortuna Köln

- 2. Liga England
15 Spiele; 9 Tore FC Middlesbrough
32 Spiele; 5 Tore FC Millwall

### Erfolge
- 1986 Aufstieg in die 1. Bundesliga
- 1987, 1991 DFB-Pokal-Finale (jeweils ohne Einsatz im Wettbewerb)
- 1994 Deutscher Vize-Meister
- 1995 Aufstieg in die Premier League

## Berufliche Laufbahn

### Trainertätigkeit
Mit einem Engagement bei Fortuna Düsseldorf begann Fuchs am 24. Januar 2001 seine Trainerkarriere. Er übernahm die Mannschaft auf dem vorletzten Tabellenplatz der Regionalliga Nord. Bereits am 8. April wurde er aufgrund schlechter sportlicher Leistungen seiner Mannschaft, aber wohl auch wegen Unstimmigkeiten mit dem Vorstand wieder entlassen, obgleich er insgesamt für diese Zeit eine positive Bilanz (5 Siege, 4 Niederlagen) vorzuweisen hat. Ebenfalls nur wenige Monate dauerte seine zweite Station als Trainer beim SC Fortuna Köln (Juli bis Dezember 2001, Regionalliga Nord). Ab Dezember 2001 arbeitete er als Co-Trainer von Uwe Rapolder beim Zweitligisten LR Ahlen. 2002 schloss er als Jahrgangsbester den Lehrgang zum Fußballlehrer an der Deutschen Sporthochschule Köln ab. Nachdem Rapolder in Ahlen entlassen worden war, war Fuchs im Dezember 2002 für drei Spiele Interimstrainer.
Am 6. Januar 2005 übernahm er das Traineramt beim Wuppertaler SV Borussia (Regionalliga Nord). Mit dem Verein erreichte er in der Saison 2004/2005 den fünften Tabellenplatz, in der darauf folgenden Saison nach einer schwachen Hinrunde noch einen respektablen achten Platz. Am 22. April 2007 wurde Fuchs als Trainer des Wuppertaler SV trotz eines nur relativ geringen Rückstands auf einen Aufstiegsplatz beurlaubt. Er klagte sich aber vor dem Wuppertaler Arbeitsgericht zurück auf den Trainerstuhl und erwirkte eine einstweilige Verfügung, die seine Beurlaubung für unzulässig erklärte. Fuchs gab sich allerdings mit seinem Gehalt bis zum Ablauf seines eigentlichen Vertrages zufrieden und verließ den Verein. Seit Oktober 2007 war Fuchs Trainer des VfB Lübeck und ersetzte damit Uwe Erkenbrecher. Dieser wurde Mitte Oktober nach schwachen Leistungen in der Hinrunde der Saison 2007/2008 mit sofortiger Wirkung beurlaubt. Fuchs wurde seinerseits am 1. Juli 2008 von Hans-Peter Schubert abgelöst. Am 23. Dezember 2008 übernahm Uwe Fuchs zum zweiten Mal das Traineramt beim Wuppertaler SV Borussia, der in der zu Saisonbeginn neu gegründeten 3. Liga spielte. Dort folgte er auf Christoph John. Am 2. April 2010 wurde Uwe Fuchs mit sofortiger Wirkung freigestellt. Der Wuppertaler SV Borussia reagierte damit auf die zuletzt schlechten Ergebnisse und die schlechte Platzierung in der 3. Liga. Am 31. Mai 2011 wurde Uwe Fuchs als Trainer des Drittligisten VfL Osnabrück vorgestellt, sein Vertrag galt zunächst ein Jahr bis zum 30. Juni 2012. Am 8. Dezember 2011 wurde Fuchs von seinen Aufgaben entbunden. Als Grund wurde das schwache Abschneiden in der Liga und im Landespokal angegeben.

### Beratungstätigkeiten
Vor und zwischen seinen Trainerstationen war Fuchs als Sportmanager bei einer Wirtschaftsprüfungsgesellschaft, als sportlicher Berater und Geschäftsführer der Sportwelt-Beteiligungs-GmbH und als Unternehmensberater tätig. Nach seiner letzten Tätigkeit als Trainer ist er seit dem Jahr 2013 als Spielerberater bei der Spieleragentur SportsTotal tätig.